# Обща база
Обща база е съкратен изказ на вид схема на свързване на биполярен транзистор в електрическа верига.
Схема обща база се използва, когато е необходимо малко входно съпротивление, голямо изходно съпротивление и голям коефициент на усилване по напрежение(Ku).
Причината, поради която тази схема има коефициент на усилване по ток (Ki), близък до едно (но по-малък от едно), е че колекторният ток винаги е малко по-малък от емитерния.

## Предназначение на елементите
Предназначенеито на елементите в схемата е следното:
Cin, Cout – блокиращи кондензатори. Използват се за блокиране на постоянно токовата съставка на сигнала, идващ за усилване (най-често от предходно усилвателно стъпало) и за недопускане на постоянна съставна от транзистора (най-често към последващо усилвателно стъпало).
R1, R2, RC, RE – резистори, задаващи постояннотоковата работна точка на транзистора (усилвателния елемент).
CB – премахва ООВ (отрицателна обратна връзка) за променливотоковата съставна на сигнала, подаден за усилване.

## Параметри на схемата
Входно съпротивление – средно голямо. Зависи от входното съпротивление на транзистора (четириполюсен параметър с индекс 11), R1, R2, RЕ и CB
Изходно съпротивление – средно голямо. Зависи от изходото съпротивление на транзистора (четириполюсен параметър с индекс 22), R1, R2, RC, RE и CB